# Gustav Lemke
Gustav Lemke (* 3. Juli 1897 in Bad Iburg; † unbekannt) war ein deutscher Landrat. 

## Leben
Lemke stammte aus Hilter und war Präsident der Handwerkskammer Osnabrück. Zum 1. September 1930 trat er der NSDAP bei (Mitgliedsnummer 322.512), für die er 1932 bei der Landtagswahl kandidierte. Zum damaligen Zeitpunkt leitete er die NSDAP-Ortsgruppe in Hilter. Nach der „Machtergreifung“ der Nationalsozialisten wurde er als Bürgermeister in Hilter eingesetzt. Als solcher übernahm er im Mai 1940 vertretungsweise das Amt des Landrats im Landkreis Osnabrück in der preußischen Provinz Hannover. Mit Wirkung vom 6. Januar 1942 erhielt er offiziell die Funktion des Landrats in Osnabrück übertragen. Er blieb bis zum Ende des Zweiten Weltkrieges im Amt. Daneben war er vertretungsweise von 1943 bis 1945 als Landrat im Landkreis Melle eingesetzt.